# Джонсон, Рон (политик)
Рональд Гарольд «Рон» Джонсон (англ. Ronald Harold "Ron" Johnson; 8 апреля 1955, Манкейто, Миннесота) — американский политик, старший сенатор США от штата Висконсин с 3 января 2011. Член Республиканской партии. До своего избрания в Сенат, он был главным исполнительным директором PACUR, LLC (производитель полиэстера и пластмассы).

## Биография
Рональд Джонсон окончил Миннесотский университет в 1977 году, получив степень бакалавра в области бизнеса и бухгалтерского учёта. Кампания по выборам в Сенат в 2010 году была первой в политической карьере Джонсона. На выборах 2 ноября 2010 года он победил демократа Расса Файнголда с 52 % голосов. На выборах 2016 года Джонсон был переизбран в Сенат.
Джонсон женат, имеет троих детей.